# Pekelní andělé
Pekelní andělé (Hell's Angels) je americký film z roku 1930, jeho producentem i režisérem byl Howard Hughes.
Film se začal natáčet jako němý, ale později byl přetočen znovu i se zvukem. V hlavních rolích hrály tehdejší filmové hvězdy James Hall a Ben Lyon jako dva bratři Roy a Monte Rutledgovi (Rutledge) a Jean Harlowová v roli Heleny (Helen). Tuto roli původně hrála norská hvězda němého filmu Greta Nissenová, ale po přetočení filmu na zvukový o svoji roli kvůli přízvuku přišla. Film ve své době uchvátil pokročilými vizuálními triky a strhující dramatičností bojových scén. Během jejich natáčení tři piloti tragicky zahynuli a Hughes sám, který se jako pilot natáčení také zúčastnil, si po vlastní havárii polámal několik kostí.
Pekelní andělé měli premiéru v Graumanově čínském divadle (Grauman's Chinese Theatre) v Los Angeles 24. května 1930 za účasti herců i tvůrců filmu, na kterou byli pozvány největší celebrity tehdejšího Hollywoodu. Tiskem byl přezdíván Miliónový film, protože náklady na produkci se vyšplhaly na 3,8 milionů USD což bylo na tehdejší dobu nevídané. Film se však stal velmi úspěšným a vydělal nakonec téměř 8 milionů, pro srovnání je to přibližně ekvivalent současných 90 milionů USD (2006).

## Děj
Roy a Monte jsou velmi odlišní bratři studující spolu před začátkem 1. světové války na univerzitě v Oxfordu. Povahově klidný a konzervativní Roy je zamilován do svéhlavé a rozmarné Heleny, kterou si idealizoval. Monte je na rozdíl od něho svobodomyslný mladík naplno si užívající života, který jen těžko odolává svůdné Heleně. Po vyhlášení války oba vstupují do služby u Royal Flying Corps, Roy s nadšením a vědomím odpovědnosti bránit svou vlast, Monte se nechal zlákat náborovou akcí „Vstup do letectva za hubičku!“, čehož později s obavami o svůj život litoval. Ve válce Roy prožívá zklamání, když pozná pravou povahu přelétavé Heleny. Nakonec se oba bratři dobrovolně přihlašují do nebezpečné mise a jejich úkolem je v ukořistěném německém letounu proniknout na nepřátelské území a bombardovat německou základnu. Po úspěšném splnění úkolu jsou napadeni letkou stíhacích letounů, a jejich bombardér poškodili natolik, že byli nuceni dramaticky nouzově přistát na nepřátelském území. Oba vyvázli bez zranění, ale padli do zajetí německým vojákům. V zajetí dostali na vybranou, zdali si zachránit život prozrazením vojenského tajemství o strategických plánech britské armády, nebo skončit na popravišti. Monte byl připraven informace prozradit a tak se Roy rozhodl svého bratra zabít, aby posléze sám skončil před popravčí četou, aniž by promluvil.